# Max Krause (rosiériste)
Max Krause, né en 1880 à Nordhausen (Allemagne) et mort le 8 août 1937 à Hasloh (Allemagne), est un jardinier, pépiniériste et rosiériste allemand.

## Biographie
Max Krause fait son apprentissage dans une pépinière de Hesse à Blankenburg. Il ouvre en partenariat avec Wilhelm Kordes une pépinière à Witley en Angleterre en 1913; mais, après la déclaration de guerre, il est interné en tant que citoyen d'une puissance étrangère ennemie au camp de Knockaole à l'île de Man, où il se retrouve aussi avec Karl Herbst, autre collaborateur de Kordes; ce camp a abrité près de vingt-trois mille prisonniers.
Il est libéré au début de l'année 1919, rentre en Allemagne et ouvre une pépinière à Alveslohe dans le Holstein, commercialisant en particulier des plantes et rosiers grimpants et des rosiers lianes, ainsi que des clématites. Il fait des expériences avec des Rosa ×centifolia; mais ne parvient pas à obtenir des roses rouges. Il utilise la variété grimpante 'Daisy Hill' (Smith, 1912) et découvre que les macranthas sont plus prolifiques en tant que parent pollen. Plus tard, il s'installe à Hasloh.

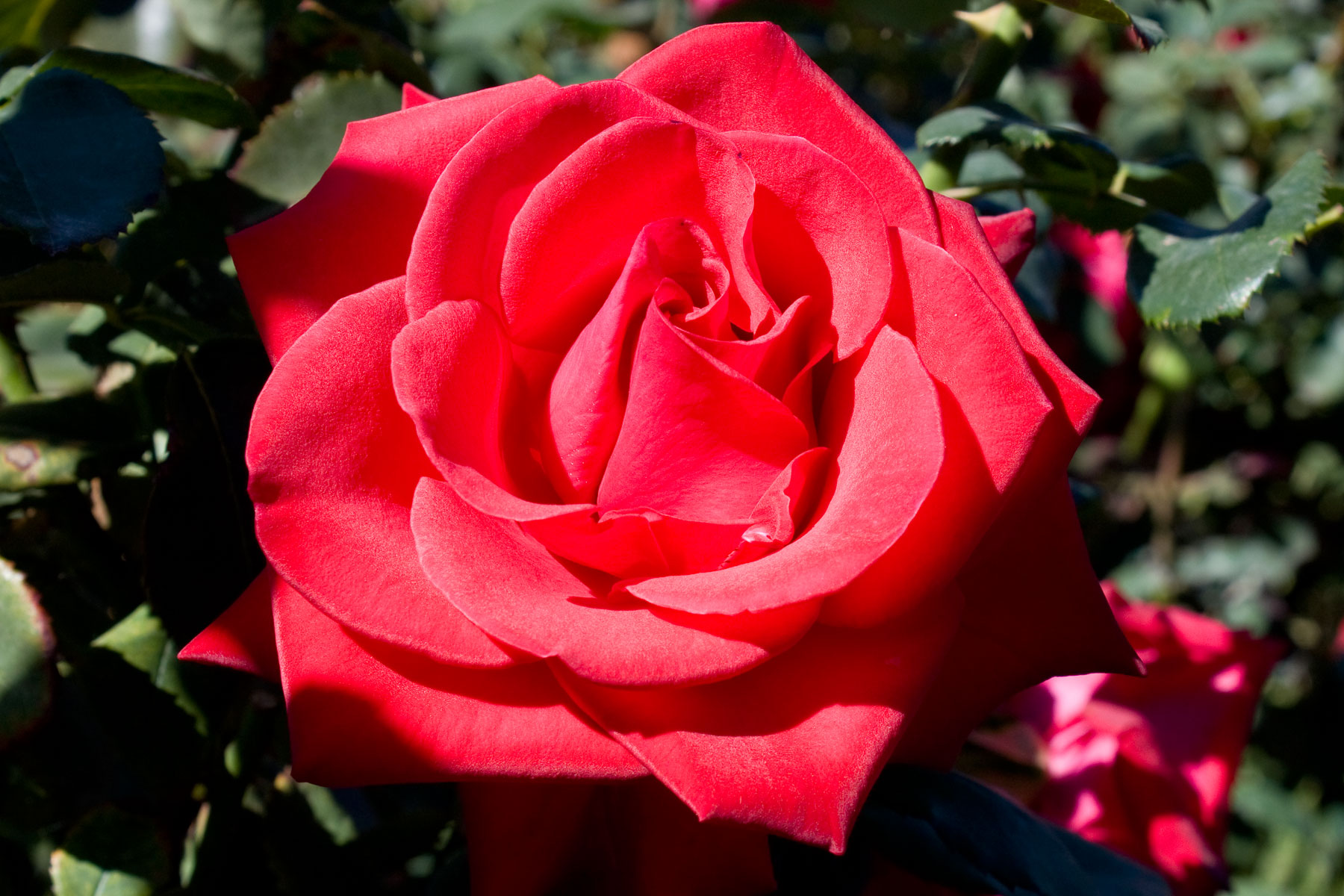
Rose 'Kardinal' (1933).

Dans les années 1930, il donne naissance à 'Edith Krause' (1930) hybride de thé de couleur blanche, 'Marianne Krause' (1933) de couleur rouge nuancée de jaune, ou 'Max Krause' (1935) de couleur jaune et encore 'Fackel' (1937) hybride de thé de couleur pourpre, et bien d'autres. Il obtient un grand succès avec le cultivar 'Kardinal' (1933) d'un beau rouge vif, parent de plusieurs variétés fameuses. C'est surtout avec 'Nigrette' (1934), hybride de thé d'un pourpre très foncé, qu'il se fait connaître en Allemagne et à l'étranger. Son pourpre foncé, de loin nuancé de violet-noir fait sensation et paraît maintenant au blason d'Hasloh,. Il meurt en 1937. Après sa mort, son Rosa x pteragonis (1938), issu de Rosa hugonis x Rosa pteracantha, de couleur jaune est présenté. On peut l'admirer à la roseraie de Dresde.